# Face/Off
Face/Off (Contracara en Hispanoamérica y Cara a cara en España, basada en la película francesa La Machine de 1994 protagonizada por Gerard Depardieu) es una película de acción y ciencia ficción dirigida por John Woo de 1997 y protagonizada por John Travolta y Nicolas Cage. La misma cuenta cómo un agente del FBI asume la apariencia física de su peor enemigo con el objetivo de parar un plan terrorista, y al mismo tiempo cómo el enemigo luego se convierte en él.
Desde su estreno, la película se convirtió en un filme de culto y es considerada por muchos como una de las mejores películas de Woo.

## Argumento
Todo comienza cuando el agente del FBI Sean Archer (John Travolta) está con su hijo Michael en un parque de atracciones, sin darse cuenta de que está en la mira del peligroso, despiadado y sociópata terrorista asesino, Castor Troy (Nicolas Cage) que lo vigila con un arma planeando asesinarlo. Castor dispara aunque en lugar de asesinarlo, la bala termina matando al pequeño Michael.
Seis años después, Archer sigue queriendo atrapar al asesino de su hijo, descuidando a su esposa, Eve (Joan Allen), y a su hija, Jamie (Dominique Swain), quien se ha vuelto una adolescente muy rebelde por la falta de atención de su padre. Junto con su equipo y su compañero Tito Biondi (Robert Wisdom) parecen no tener resultados, hasta que descubre que el hermano de Castor, Pollux (Alessandro Nivola) había comprado en efectivo un jet para escapar con su hermano. El equipo logra evitar que despeguen, atrapan a Pollux para enviarlo a una cárcel de máxima seguridad y Archer logra enfrentar a Troy y logra reducirlo con éxito, parando aparentemente al terrorista.
Sin embargo, poco después, operaciones especiales comandados por Hollis Miller (CCH Pounder) descubren, mediante un disco dejado en el maletín de Pollux, que los hermanos Troy fabricaron una bomba de largo alcance compuesta con agentes químicos y material radioactivo que puede hacer estragos en la ciudad, debiendo entonces averiguar dónde está e impedir que explote. Como ninguno de los cómplices ni Pollux da ninguna respuesta, Hollis le revela a Archer por qué lo llama: resulta que tienen en estado de coma a Castor Troy y, con los avances tecnológicos de la clínica donde lo tienen, pretenden quitarle su cara mediante una cirugía y colocársea a Archer, para que logre ir a la prisión de máxima seguridad dónde esta Pollux y este, creyendo que es su hermano, le diga la ubicación de la bomba. Archer parece bastante escéptico de realizar esta operación, pero la falta de respuesta de sus cómplices y su sed de venganza hacia Troy lo hacen aceptar. 
Una vez hecha la cirugía, Archer con la cara de Troy se mete en la cárcel, en donde es maltratado brutalmente por los guardias y los presos, quienes creen que se trata de Troy, tuvieron varios problemas con el y quieren vengarse. Sin embargo encuentra a su hermano y, a pesar de las dudas, logra hacer que este le revele la ubicación de la bomba, tras lo cual le revela su identidad.
Desgraciadamente para Archer, Troy había despertado, tras lo cual obliga al Doctor a que le ponga la cara de Archer, mata a todos los que sabían del plan y destruye la clínica con todas las evidencias de quién es quién, por lo que ahora Archer con la cara del terrorista estará atrapado, y Troy con la cara de Archer libera a su hermano Pollux convenciendo a sus compañeros del FBI que es un supuesto trato para que le diga la ubicación de la bomba, aunque solo es una excusa para que lo deje en libertad. Troy termina desactivando la bomba y como tiene la pinta de Archer, logra quedar como un héroe nacional, ganando el aprecio de todo el FBI.
Sean se las ingenia para escapar mediante un tiroteo de la cárcel de máxima seguridad y, sabiendo que Troy ya sabe que está libre, va a la casa de Troy y sus amigos, descubriendo en profundidad lo psicópatas que son. Allí también esta Sasha (Gina Gershon), la expareja de Castor, y el hijo de ambos, Adam. Ella se encuentra enojada, recriminandole que los dejó abandonados a ambos. Sin embargo, Sean tiene un comportamiento más ameno, lo cual sorprende a Sasha ya que es raro en Castor, y Sean también simpatiza mucho con Adam, ya que le recuerda a su hijo fallecido. Rápidamente el lugar es emboscado por los hombres de Archer en una movida planeada por Troy, aprovechando su cuerpo y su nueva posición en el FBI y todo termina en un tiroteo donde mueren todos sus secuaces, pero el trío logra salir ileso, Sean con el cuerpo de Troy promete proteger siempre a Adam. Además se encuentra con Pollux y después de enfrentarlo, logra matarlo por lo que Castor jura venganza.
Sean va a su casa e intenta convencer a Eve de todo lo que sucede, pero ella horrorizada no logra creerle, debido a que cree que es el terrorista que asesino a su hijo. Sabiendo eso, Sean le pide una foto de su hijo como un recuerdo si todo sale mal, no sin antes decirle que la sangre de Troy es tipo AB, no concordando con la de su esposo. Eve al principio duda, pero a escondidas de su falso esposo logra sacarle una muestra y asustada descubre la verdad. Archer se entera y promete protegerla, pidiendole alguna cosa importante para acabar con él y probar que él en realidad es Archer. Esta le dice que estará en el funeral del jefe del FBI Víctor Lazaro (Harve Presnell), asesinado por Troy con la cara de Archer, tras recriminarle que su ataque sorpresa a la casa de Troy fue excesivo. Archer termina yendo allí con Sasha.
Tras enfrentarse ambos, terminan en un tiroteo dónde Eve queda en el medio, sin embargo Sasha también tiene un arma para defender a Archer con la cara de Troy, creyendose que el agente del FBI es Archer y no su expareja, aprovechando recriminarle por la muerte de su hermano en el ataque sorpresa. Luego de esto, el tiroteo continúa y Sasha resulta herida mortalmente. Este hace prometerle al falso Troy que protegerá con su vida a su hijo Adam. Sean acepta, muriendo esta en sus brazos. Luego de una larga persecución, finalmente Archer mata a Troy y logra probarle a sus colegas la verdad de su identidad.
Antes de regresarle su antiguo rostro, Archer pide que ya no le vuelvan a poner la cicatriz del balazo que también recibió y mató a su hijo, afirmando por más que el había pedido en la clínica que se lo pongan cuando todo termine, este afirma que ya no la necesita. La película termina con Archer y su rostro original, abrazando a su esposa e hija, y presentándoles a Adam, que ahora será parte de la familia.

## Personajes y elenco
| Actor Original (EE. UU.) | Personaje                 | Actor de voz (España)    | Actor de voz (Hispanoamérica) |
| ------------------------ | ------------------------- | ------------------------ | ----------------------------- |
| John Travolta            | Sean Archer / Castor Troy | Pere Molina              | Salvador Delgado              |
| Nicolas Cage             | Castor Troy / Sean Archer | Jordi Brau               | Gerardo Reyero                |
| Joan Allen               | Dr. Eve Archer            | Marta Angelat            | Yolanda Vidal                 |
| Alessandro Nivola        | Polux Troy                | Luis Posada              | Mario Castañeda               |
| Gina Gershon             | Sasha Hassler             | Mercedes Montalá         | Rebeca Manríquez              |
| Dominique Swain          | Jamie Archer              | Ana Pallejà              | Love Santini                  |
| Nick Cassavetes          | Dietrich Hassler          | Rafael Calvo             | Paco Mauri                    |
| Harve Presnell           | Víctor Lazarro            | Antonio Gómez de Vicente | Rubén Moya                    |
| Colm Feore               | Dr. Malcolm Walsh         | Gonzalo Abril            | Alejandro Illescas (†)        |
| John Carroll Lynch       | Guardia Walton            | Ricky Coello             | Eduardo Borja (†)             |
| CCH Pounder              | Dr. Holllis Miller        | Julia Gallego            | Sarah Souza                   |
| Robert Wisdom            | Tito Biondi               | Alfonso Vallés           | Rolando de Castro             |
| Thomas Jane              | Burke Hicks               | Alberto Mieza            | Roberto Mendiola              |

## Producción
Al principio estaba planeado que los papeles protagonistas iban a ser interpretados por Arnold Schwarzenegger y Sylvester Stallone. Sin embargo, cuando John Woo tomó el mando para dirigir la película, él ya tenía decidido que los protagonistas iban a ser John Travolta y Nicolas Cage, debido a que son idénticos.  El rodaje duró 105 días.

## Recepción
La película fue estrenada el 24 de septiembre de 1997 en los Estados Unidos y en España el 27 de junio de 1997. Tuvo un gran éxito de taquilla y, según Sensacine, la película fue una de las cotas del cine de acción de los noventa, mientras que decine21 opina, que el director John Woo consigue con esta película una película bastante original dentro del género, capaz de mantener en vilo al espectador hasta el último momento.

## Lanzamientos internacionales
| País                                                                          | Fecha de estreno                   |
| ----------------------------------------------------------------------------- | ---------------------------------- |
| Alemania                                                                      | Jueves 25 de septiembre de 1997    |
| Argentina                                                                     | Jueves 4 de septiembre de 1997     |
| Australia                                                                     | Jueves 28 de agosto de 1997        |
| Austria                                                                       | Viernes 5 de septiembre de 1997    |
| Bélgica                                                                       | Miércoles 27 de agosto de 1997     |
| Belice · Costa Rica · El Salvador · Guatemala · Honduras · Nicaragua · Panamá | Viernes 29 de agosto de 1997       |
| Bolivia                                                                       | Jueves 25 de septiembre de 1997    |
| Brasil                                                                        | Viernes 1 de agosto de 1997        |
| Bulgaria                                                                      | Viernes 31 de octubre de 1997      |
| Chile                                                                         | Jueves 11 de septiembre de 1997    |
| Colombia                                                                      | Viernes 22 de agosto de 1997       |
| Corea del Sur                                                                 | Sábado 9 de agosto de 1997         |
| Croacia                                                                       | Jueves 13 de noviembre de 1997     |
| Dinamarca                                                                     | Viernes 29 de agosto de 1997       |
| Ecuador                                                                       | Viernes 26 de septiembre de 1997   |
| Egipto                                                                        | Lunes 3 de noviembre de 1997       |
| Eslovenia                                                                     | Jueves 23 de octubre de 1997       |
| España                                                                        | Viernes 26 de septiembre de 1997   |
| Estados Unidos · Canadá                                                       | Viernes 27 de junio de 1997        |
| Estonia                                                                       | Viernes 3 de octubre de 1997       |
| Filipinas                                                                     | Miércoles 24 de septiembre de 1997 |
| Finlandia                                                                     | Viernes 26 de septiembre de 1997   |
| Francia                                                                       | Miércoles 10 de septiembre de 1997 |
| Grecia                                                                        | Viernes 17 de octubre de 1997      |
| Hong Kong                                                                     | Jueves 14 de agosto de 1997        |
| Hungría                                                                       | Jueves 9 de octubre de 1997        |
| India                                                                         | Viernes 27 de febrero de 1998      |

| País                         | Fecha de estreno                   |
| ---------------------------- | ---------------------------------- |
| Indonesia                    | Martes 26 de agosto de 1997        |
| Islandia                     | Viernes 29 de agosto de 1997       |
| Israel                       | Viernes 19 de septiembre de 1997   |
| Italia                       | Viernes 10 de octubre de 1997      |
| Japón                        | Sábado 28 de febrero de 1998       |
| Letonia                      | Viernes 10 de octubre de 1997      |
| Líbano                       | Viernes 17 de octubre de 1997      |
| Lituania                     | Viernes 3 de octubre de 1997       |
| Malasia                      | Jueves 21 de agosto de 1997        |
| México                       | Viernes 12 de septiembre de 1997   |
| Noruega                      | Viernes 28 de noviembre de 1997    |
| Nueva Zelanda                | Jueves 14 de agosto de 1997        |
| Países Bajos                 | Jueves 14 de agosto de 1997        |
| Perú                         | Viernes 19 de septiembre de 1997   |
| Polonia                      | Viernes 24 de octubre de 1997      |
| Portugal                     | Viernes 10 de octubre de 1997      |
| Reino Unido Irlanda          | Viernes 7 de noviembre de 1997     |
| República Checa · Eslovaquia | Jueves 4 de septiembre de 1997     |
| República Dominicana         | Miércoles 10 de septiembre de 1997 |
| Rumania                      | Viernes 31 de octubre de 1997      |
| Rusia                        | Viernes 24 de octubre de 1997      |
| Singapur                     | Sábado 23 de agosto de 1997        |
| Sudáfrica                    | Viernes 10 de octubre de 1997      |
| Suecia                       | Miércoles 8 de octubre de 1997     |
| Suiza                        | Viernes 26 de septiembre de 1997   |
| Tailandia                    | Viernes 26 de septiembre de 1997   |
| Taiwán                       | Sábado 23 de agosto de 1997        |
| Turquía                      | Viernes 21 de noviembre de 1997    |
| Uruguay                      | Viernes 22 de agosto de 1997       |
| Venezuela                    | Miércoles 3 de septiembre de 1997  |

## Premios
- Premio Júpiter (1997): 3 Premios
- Premio OFTA (1997): 2 Nominaciones
- Premio Golden Reel (1997): Una Nominación
- Premio Sweden Fantastic Film Festival (1997): Un Premio
- Premios Oscar (1998): Una Nominación
- Premios Saturn (1998): 5 Premios y 4 Nominaciones
- Premio ASCAP (1998): Un Premio
- Premio Blockbuster Entertainment (1998): Un Premio y 3 Nominaciones
- Premio Golden Reel (1998): 2 Nominaciones
- Premio MTV (1998): 2 Premios y 4 Nominaciones
- Premio Rembrandt (1998): Un Premio
- Premio Saturn (2008): Una Nominación